# Wielowiczek
Wielowiczek – wieś w Polsce położona w województwie kujawsko-pomorskim, w powiecie sępoleńskim, w gminie Sośno.
W latach 1975–1998 miejscowość administracyjnie należała do województwa bydgoskiego. Według Narodowego Spisu Powszechnego (III 2011 r.) liczyła 62 mieszkańców. Jest dziewiętnastą co do wielkości miejscowością gminy Sośno.